# Trận Ba Rài, 1967
Trận Ba Rài là một trận đánh giữa quân đội Hoa Kỳ và quân Giải phóng Miền Nam Việt Nam vào ngày 15 tháng 9 năm 1967 trên đoạn kênh Ba Rài qua xã Cẩm Sơn, huyện Cai Lậy, tỉnh Tiền Giang hiện nay.
Tham chiến bên phía Quân đội Hoa Kỳ có tiểu đoàn 3, trung đoàn 60 và tiểu đoàn 3, trung đoàn 47 đều của lữ đoàn 2, sư đoàn 9 bộ binh Hoa Kỳ có sự hỗ trợ của pháo binh và không quân. Tham chiến bên phía quân Giải phóng Miền Nam Việt Nam là tiểu đoàn 263 cùng du kích địa phương.
Sáng sớm, quân đội Hoa Kỳ di chuyển trên các xuồng bọc thép cao tốc tiến xuôi dòng kênh Ba Rài tới Cẩm Sơn. Đêm trước, tiểu đoàn 263 vừa rút từ Phú An về Cẩm Sơn xong. Giao chiến bắt đầu vào khoảng 7 giờ sáng. Các xuống máy của Hoa Kỳ bị quân Giải phóng Miền Nam Việt Nam dùng súng diệt tăng bắn. Một số chiếc bị trúng đạn. Quân đội Hoa Kỳ phải tạm thời lui lại củng cố đội hình rồi mới tấn công lần thứ hai. Lần này, lại tiếp một số xuồng nữa trúng đạn diệt tăng.
Sau một ngày chiến đấu, quân đội Hoa Kỳ phải rút lui, chịu một số thiệt hại về người và phương tiện chiến đấu. Phía Quân Giải phóng Miền Nam Việt Nam tuyên bố giành chiến thắng trong trận Ba Rài.